# 曼尼普河墨頭魚
曼尼普河墨頭魚（学名：Garra manipurensis）为輻鰭魚綱鯉形目鲤科墨头鱼属的其中一種，該物種被IUCN列為次級保育類動物，分布於亞洲印度，體長可達6.3公分。